# 安娜-苏菲·穆特
安娜-苏菲·穆特（德語：Anne-Sophie Mutter，1963年6月29日—），著名德国女小提琴演奏家。

## 早年生活
安娜-苏菲·穆特出生于德国巴登-符腾堡州莱茵费尔登。五岁即开始演奏钢琴，但很快就转为小提琴，并跟随一代宗师著名的匈牙利小提琴家弗莱什·卡罗伊（Carl Fleish）的门生埃尔娜·霍尼伯格（Erna Honigberger）和艾达·斯塔基（Aida Stucki）学习。

## 职业生涯
穆特很快就获得了很多奖项，引起艺术界的注意。指挥家卡拉扬邀请她和柏林爱乐管弦乐团共同演奏，1976年，年仅13岁时就在琉森音乐节上首次公开亮相，在那里她演奏了莫扎特的D大调第四小提琴协奏曲。1977年，她首次登台萨尔茨堡音乐节，伴奏的是英国室内乐团，指挥為丹尼尔·巴伦博伊姆。
15岁时穆特在卡拉扬的指挥下，和柏林爱乐管弦乐团录制了第一张唱片：莫扎特的第三、五小提琴协奏曲。同年她被评为年度艺术家。
1980年，她和纽约爱乐、祖宾·梅塔作了她的美国首演。1985年，即22岁时，她成为皇家音乐学院（伦敦）荣誉会员和国际小提琴系主任。1988年，她巡演加拿大和美国，第一次在卡耐基大厅演奏。1998年她录制CD和DVD，曲目是贝多芬小提琴奏鸣曲全集，钢琴伴奏是兰伯特·奥尔基斯（Lambert Orkis），其演奏在多个国家广播。穆特与奥尔基斯合作至今已有二十余年。2011年4月穆特到中国西安演奏。
虽然她演奏过很多西洋古典音乐，但她演奏的新音乐还是很有名的。很多音乐家写过作品献给她，包括卢托斯瓦夫斯基的变奏曲，彭德雷茨基的第二小提琴协奏曲和里姆的《时间圣歌》。
2022年3月，穆特為烏克蘭受戰爭苦難的家庭發起祈禱和平的行動「Benefit Concert For Ukraine」，邀請3位音樂家好友齊聚位於日內瓦的國際紅十字會總部舉辦小型直播音樂會，所有售票收入直接捐贈國際紅十字會，用於救助烏克蘭人民。

## 作品

### 商業錄音
德意志留声机公司
- 莫扎特：小提琴协奏曲 3＆5（1978）
- 贝多芬：D大調小提琴协奏曲 (卡拉楊；柏林愛樂)（1979）
- 贝多芬：三重协奏曲（1980）
- 门德尔松：小提琴协奏曲/布鲁赫第一小提琴协奏曲第1号（1981）
- 勃拉姆斯：小提琴协奏曲（1982）
- 勃拉姆斯：双重协奏曲（1983）
- 柴科夫斯基：小提琴协奏曲（1988）
- 鲁托斯拉夫斯基：组曲；斯特拉文斯基:小提琴协奏曲（1988）
- 贝多芬：弦乐三重奏（1989）
- 巴尔托克：小提琴协奏曲（1991）
- 贝尔格：小提琴协奏曲（1992）
- 卡门幻想曲（1993年）
- 浪漫之旅（1995）
- 西贝柳斯：小提琴协奏曲（1995年）
- 柏林演奏会（1996）
- 勃拉姆斯：小提琴协奏曲/舒曼：幻想（1997）
- 潘德列茨基：第二小提琴与乐队协奏曲“变形”/巴托克：第二小提琴与钢琴奏鸣曲（1997）
- 贝多芬：小提琴奏鸣曲（1998）
- 维瓦尔第：四季（1999年）
- 演奏会2000（2000）
- 卢托斯拉夫斯基：组曲小提琴与乐队（2002）
- 贝多芬：小提琴协奏曲与浪漫曲（與库尔特·马苏尔，紐約愛樂，2002年）
- 探戈歌舞（2003）
- 普列文指挥的小提琴协奏曲/伯恩斯坦小夜曲（2003）
- 柴可夫斯基 & 科恩戈尔德：小提琴协奏曲 (普列文；維也納愛樂、LSO)（2004）
- 迪蒂耶：在同一个和弦上/巴托克：第二小提琴协奏曲；斯特拉文斯基协奏曲（2005）
- 莫扎特：小提琴协奏曲（2005）
- 莫扎特：钢琴三重奏K502，K542，K548（2006）
- 莫扎特：小提琴奏鸣曲（2006年8月）
- 简单的安妮-索菲（2006年）
- 门德尔松：e小调小提琴协奏曲（2009年）
- 勃拉姆斯：小提琴奏鸣曲（2010）
- 里姆：光之游戏，科瑞尔：时间机器（2011年）
- 完整的音乐人：精选（2011）
- 穆特演奏生涯35周年纪念专辑 ASM 35：音乐家 40张光碟（2011）

EMI
- 莫扎特：小提琴协奏曲号 2＆4（1982）
- 巴赫：小提琴协奏曲/双小提琴与乐队的协奏曲（1983）
- 勃拉姆斯：小提琴奏鸣曲（1983）
- 维瓦尔第：四季（1984）
- 拉罗：西班牙交响曲；萨拉萨蒂：吉普赛人之歌（1985）
- 莫扎特：小提琴协奏曲，交响乐协奏曲第1号（1991）
- 冥想：维瓦尔第，莫扎特，马斯内，萨拉萨蒂（1995）

## 獲獎與榮譽
2000年格莱美最佳室内乐演奏奖：《贝多芬：小提琴奏鸣曲（Nos. 1-3, Op. 12；Nos. 1-3, Op. 30；“春天”奏鸣曲）》（与兰伯特·奥尔基斯录制）

## 個人生活
1989年，穆特与她的第一任丈夫德特勒夫·文德利希（Detlef Wunderlich）结婚，育有子女二人，1995年丈夫去世，2002年二度結婚，丈夫是指挥家安德列·普列文，2006年8月21日仳離。穆特与普列文保持友好关系，经常合作演奏。

## 軼事
- 2011年，德意志留声机公司为纪念穆特35年的演奏生涯，推出一套包括四十张光碟的专辑ASM35。

### 用琴
- Emiliani Stradivarius 1703
- Lord Dunn-Raven Stradivarius 1710
- Mutter Regazzi 2005